# ديريك مارتن (لاعب كرة قدم أمريكية)
ديريك مارتن (بالإنجليزية: Derrick Martin)‏ هو لاعب كرة قدم أمريكية أمريكي، ولد في 16 مايو 1985 في وستمنستر في الولايات المتحدة.

## وصلات خارجية
- ديريك مارتن على موقع مرجع كرة القدم المحترفة.كوم (الإنجليزية)